# Chroniochilus
Chroniochilus es un género que tiene asignadas cuatro especies de orquídeas. Es originario  Tailandia y el oeste de  Malasia.

## Taxonomía
El género fue descrito por Johannes Jacobus Smith y publicado en Bulletin du Jardin Botanique de Buitenzorg, sér. 2, 26: 81. 1918.

## Especies deChroniochilus
- Chroniochilus ecalcaratus (Holttum) Garay, Bot. Mus. Leafl. 23: 166 (1972).
- Chroniochilus minimus (Blume) J.J.Sm., Bull. Jard. Bot. Buitenzorg, III, 8: 366 (1927).
- Chroniochilus thrixspermoides (Schltr.) Garay, Bot. Mus. Leafl. 23: 166 (1972).
- Chroniochilus virescens (Ridl.) Holttum, Kew Bull. 14: 273 (1960).[1]